# Gran Canarias flygplats
Gran Canarias flygplats, även kallad Las Palmas/Gando flygplats, (IATA: LPA, ICAO: GCLP) (spanska: Aeropuerto de Gran Canaria) är en internationell flygplats på Gran Canaria, Spanien. Den ligger omkring 19 kilometer söder om staden Las Palmas de Gran Canaria och 35 kilometer nordost om Playa del Ingles. Flygplatsen är också bas för flera flygbolag såsom Ryanair, Norwegian Air Shuttle och Binter Canarias. Under vinterhalvåret är även flygplatsen bas för TUIfly Nordic och Thomas Cook Airlines Scandinavia. Flygplatsen var även nödflygplats för nödlandade rymdfärjor fram till 2011, då rymdfärjeprogrammet lades ner av Nasa. Med 12 093 645 passagerare (2016), är Gran Canaria den andra ön som lockar det största antalet passagerare på Kanarieöarna efter Teneriffa.

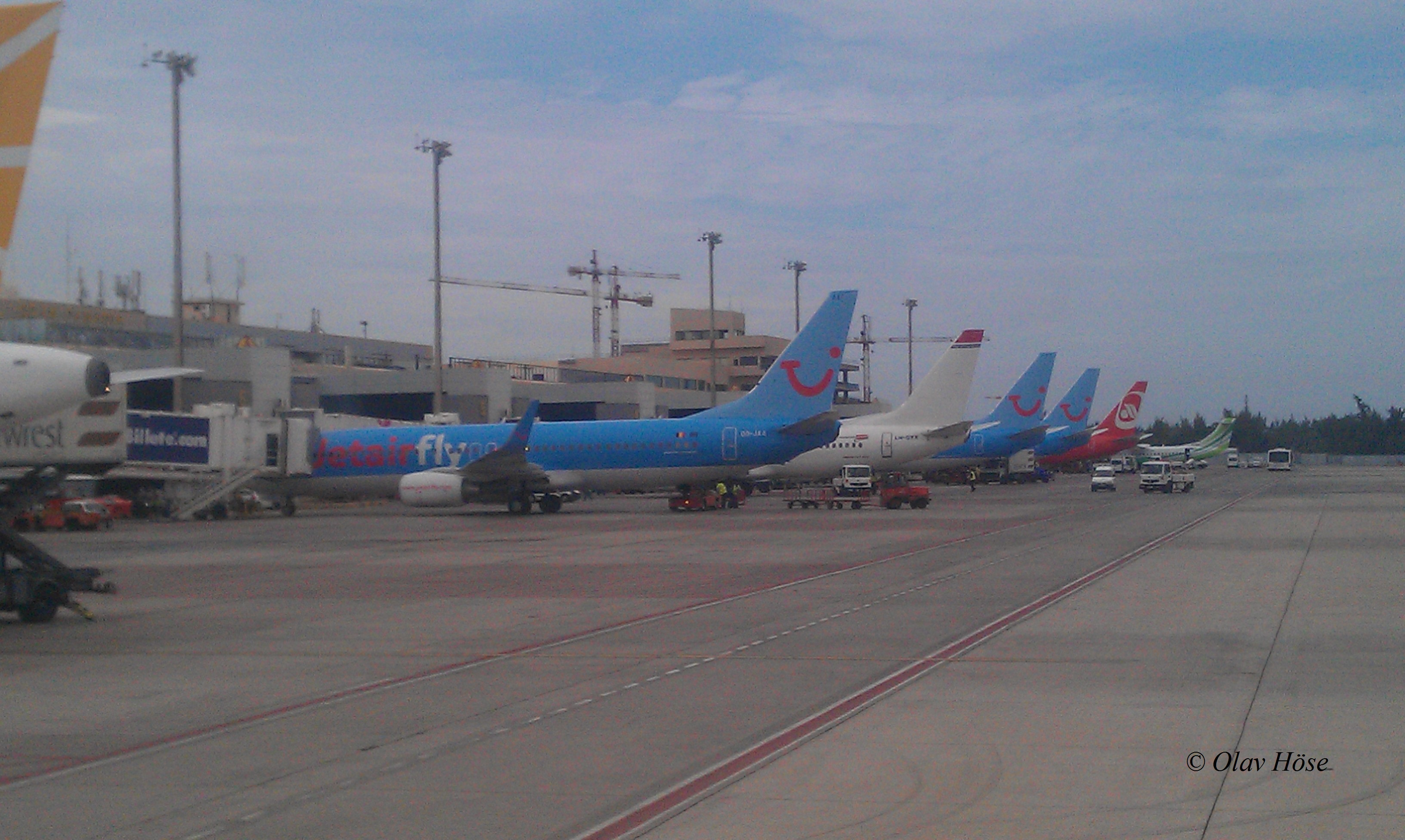
Bild på flera flygplan på Gran Canarias flygplats under november 2012.